# Bandera de Brunei
La bandera de Brunei fou adoptada el 1959 quan el país començà a ser un protectorat del Regne Unit i fou oficial l'1 de gener de 1984, quan el país aconseguí la independència.

## Format[2]
La bandera està composta per un fons groc, símbol tradicional de la monarquia, amb una banda en diagonal d'esquerra a dreta de color negra i blanca, que no coincideixen amb els racons de la bandera.
Al centre s'hi representa amb color vermell l'escut de Brunei que es compon de:
- Un para-sol (Payung Ubor-Ubor) coronat per una bandera que encarna el poder reial.
- Dues ales (Sayab) amb quatre plomes cadascuna que representa la protecció de la justícia, la tranquil·litat, la prosperitat i la pau.
- A sota una lluna creixent per recordar l'islam amb la divisa nacional Sempre al servici amb ajuda de Déu inscrita a l'interior.
- A baix, una cinta on es pot llegir en àrab Brunei Darusalem que vol dir Brunei, asil de la pau.
- Una mà (Tangan o Kimhap) a cada costat que personifica com el poder governamental està disposat a promoure la serenitat, la pau i la prosperitat.